# Alabagrus texanus
Alabagrus texanus är en stekelart som först beskrevs av Cresson 1872.  Alabagrus texanus ingår i släktet Alabagrus och familjen bracksteklar. Inga underarter finns listade i Catalogue of Life.